# Andrzej Krupienicz
Andrzej Krupienicz (ur. 15 listopada 1953 w Brodnicy) – polski lekarz kardiolog, karateka, wojskowy i polityk.

## Życiorys
Ukończył szkołę podstawową i Liceum Ogólnokształcące im. Jana Kasprowicza w Inowrocławiu. W 1978 ukończył studia medyczne w Wojskowej Akademii Medycznej w Łodzi. W 1982 uzyskał stopień naukowy doktora w Centralnym Szpitalu Klinicznym Wojskowej Akademii Medycznej w Warszawie na podstawie pracy pt. Analiza wybranych czynników genetycznych warunkujących popromienną odnowę erytropoezy u myszy napisanej pod kierunkiem Wiesława Jędrzejczaka. W 1988 został kardiologiem. W 2000 w Centralnym Szpitalu Klinicznym WAM w Warszawie uzyskał habilitację na podstawie pracy Dyspersja odstępu QT jako postulowany nieinwazyjny miernik niehomogennosci elektrycznej komór: analiza porównawcza z programowaną stymulacją komór w obserwacji odległej. Odbył szereg zagranicznych staży naukowych. W 2003 został pracownikiem naukowym Akademii Medycznej w Warszawie (od 2008 funkcjonującej jako Warszawski Uniwersytet Medyczny). W 2005 został profesorem nadzwyczajnym. Jako specjalista z zakresu stymulatorów serca napisał wydany w 2006 podręcznik Stymulacja serca (pierwszą w Polsce monografię na temat stymulacji serca). W 2014 ukazało się jego opracowanie Kardiologia dla pacjentów (ISBN 978-83-7856-245-0). Przyjmuje w Brodnicy i w Warszawie.
Od 1972 do 1998 służył w Wojsku Polskim, uzyskał stopień podpułkownika. Pracował w Wojskowym Instytucie Medycznym.
W połowie lat 70. w sekcji WAM w Łodzi trenował Karate Shōtōkan, a w 1989 w warszawskim klubie „Praga” rozpoczął treningi Karate do Tsunami. Wraz z synem Filipem Krupieniczem uprawiał karate w tym stylu pod kierunkiem jego założyciela Ryszarda Murata. Zdobywał medale mistrzostw Polski w kategorii seniorów starszych. W 2009 zdobył stopień instruktorski mistrzowski 1 dan i tytuł sensei.
20 stycznia 2010 zakładał Partię Inicjatywy Konstytucyjnej, która ostatecznie nie została zarejestrowana. Około rok później został pełnomocnikiem przeciwnego Pawłowi Piskorskiemu odłamu Stronnictwa Demokratycznego na województwo mazowieckie. 18 maja 2013 był jednym z założycieli nowej partii Polskie Stronnictwo Demokratyczne, w której był wiceprezesem, a 15 stycznia 2015 objął funkcję prezesa. 23 maja 2024 partia została wykreślona z ewidencji.
7 września 2010 został odznaczony Srebrnym Krzyżem Zasługi.